# El arte francés de la guerra
El arte francés de la guerra (en francés: L'Art français de la guerre) es una novela de 2011 del escritor francés Alexis Jenni, publicada por Éditions Gallimard. Es una historia de aventuras sobre la historia militar de Francia en Indochina y Argelia.  Recibió el Premio Goncourt, con cinco votos a favor y tres en contra compitiendo con Du domaine des Murmures de Carole Martínez. 

## Trasfondo
El arte francés de la guerra fue la tercera novela escrita por Alexis Jenni, un profesor de biología de secundaria, aunque la primera publicada. Ya había escrito previamente uno que nunca envió a ningún editor y que tampoco fue aceptado.  Según Jenni, L'Art français de la guerre tardó cinco años en escribirse. Se considera un "escritor dominical, como también hay pintores dominicales". 
La novela se inspiró en parte en el debate sobre la identidad nacional francesa,  anunciado por el gobierno del presidente Nicolas Sarkozy.  Jenni quería que los lectores reflexionaran sobre la cuestión de la identidad nacional, un debate social que se estaba produciendo en Francia en la época en que se escribió el libro, sin tener que adoptar una opinión o un bando. 

## Trama
El narrador de la novela, cuyo nombre no se menciona, es un joven ocioso que vive en los suburbios de Lyon. Cuando estalla la primera Guerra del Golfo en 1991, para el narrador no son más que unas pocas imágenes inofensivas en la televisión: un acontecimiento lejano que no afecta su existencia. Lo acepta como siempre, como si nada tuviera que ver con él. Hasta que un día, en un bistró, conoce a Victor Salagnon, un anciano que, de joven, luchó en la Resistencia contra los alemanes y posteriormente sirvió en Indochina y Argelia durante las sucias guerras coloniales francesas. De este hombre, en cuyo carácter lo civilizado y lo bárbaro encuentran una extraña unión, el narrador aprende a dibujar. Mientras tanto, Salagnon le cuenta su vida en la guerra y para la guerra, sus sueños y pesadillas que lo persiguen hasta el día de hoy. Y cuanto más escucha el narrador esta historia, más se da cuenta de que el pasado de Salagnon apunta directamente a nuestro presente. Que nosotros, que creemos haber crecido en una era de paz, simplemente hemos convertido la guerra en un tabú y la hemos reprimido. Que hemos trasladado el asesinato y la matanza, los hemos exportado a tierras lejanas: al Sudeste Asiático, a África, a Oriente Medio. Y, por lo tanto, esa guerra continúa permeando clandestinamente todas las sociedades occidentales hasta el día de hoy.

## Publicación
La novela se publicó en Francia el 18 de agosto de 2011 a través de Éditions Gallimard. Antes de ganar el Premio Goncourt había vendido más de 56.000 ejemplares;  las novelas que ganan el Goncourt venden en promedio más de 400.000 ejemplares.

## Recepción
El juez de Goncourt, Tahar Ben Jelloun, dijo sobre la novela: "Es importante exorcizar los aspectos desagradables de la historia a través de la literatura, y no a través del discurso político, que no ayuda en absoluto. Gracias a la ficción, podemos profundizar en estos problemas y llegar a la conciencia y el corazón de la gente".  El periodista Jean Birnbaum se hizo eco de ese sentimiento, elogiando el libro por verbalizar los sentimientos subconscientes de su generación; hasta que se publicó la novela de Jenni, no existía literatura que ayudara a procesar el pasado militar reciente del país según los propios términos de su generación; la novela posibilitó un debate honesto.
Las críticas fueron mixtas. Frédéric Beigbeder, en Le Figaro Magazine, se encuentra entre los más entusiastas al elogiar un "obra maestra que todos los franceses deberían leer ".  Dominique Guiou de Le Figaro subraya que el proyecto "Nunca se hunde en el discurso ni en la tesis gracias al talento novelístico del autor que sabe dar vida a su personaje principal, un viejo soldado atormentado por sus batallas". Le Magazine littéraire habla de un "golpe maestro", una "obra maestra" de medida llevada a "alturas espirituales, con un estilo perfecto de equilibrio".
Más mesurado, Le Monde habla de una "Reflexión compleja y profunda sobre la "podredumbre colonial", su forma de infectar, una y otra vez, a la sociedad francesa, "junto con una novela de aventuras", de un libro "con un alto contenido romántico, lleno de personajes e historias", de estilo " clásico", "legible pero exigente", pero del cual "La respiración agitada a veces se convierte en énfasis."  Claire Devarieux, en Libération, elogia la ambición de este proyecto: "más entrañable" que Las benévolas de Jonathan Littell (que me recuerda), pero "un poco aburrido". El vocabulario "rico, preciso y original" utilizado por el autor gira "A veces al tono retórico monótono" según Devarieux.
Nelly Kaprièlian, en Les Inrockuptibles, considera al libro "amanerado y académico", aburrido y comercializado para el premio Goncourt (su obtención también se describe como "derrota para la literatura"). El semanario cultural deplora la pesadez y la hinchazón del estilo ("Uso continuo del pasado simple para hacerse "clásico"; oraciones enrevesadas para demostrar que está "escrito") y una construcción considerada “simplona" al servicio de una verdad: "la guerra es mala"). Télérama lo ve como un "fresco indigerible", pleno "de pesadez y digresiones".